# Mala ledena doba
Mala ledena doba(MLD) je obdobje hlajenja, ki je trajalo približno od 14. stoletja do sredine 19. stoletja. Čeprav ne obstaja natančen začetek in konec obdobja, velja, da je bilo to v času med letoma 1550 in 1880. To obdobje hlajenja je nastajalo po obdobju toplega vremena, znanega kot srednjeveški klimatski optimum. Malo ledeno dobo lahko porazdelimo v tri manjše dobe, z začetki leta 1650, okoli leta 1770 in še leta 1850, ki pa so bile razdvojene z intervali toplejšega vremena.
Čeprav pravijo, da gre za globalni pojav, nekateri dvomijo o tej teoriji.
 Arhivirano 2006-05-29 na Wayback Machine. Mednarodno raziskovanje vremenskih menjav, ki temelji na delu Branleyja  in Jonesa iz leta 1993 ter Hugesa in Diaza iz leta 1994 ter Crowlyja in Lowerya leta 2000, opisuje mlado ledeno dobo kot "skromno hlajenje severne poloble v obdobju teh vremenskih okvirov za manj kot 1 °C" in pravi, da "obstoječi dokazi ne potrjujejo predvidevanja o globalno ekstremno dolgem obdobju toplega ali hladnega vremena v okviru teh časovnih vremenskih sprememb. Časovni termini kot mala ledena doba in srednjeveški klimatski optimum imajo omejeno uporabo pri opisovanju trendovskih sprememb globalne temperature skozi prejšnja stoletja."

## Mala ledena doba
Ne obstaja točno določeno leto začetka male ledene dobe, čeprav obstaja niz indirektno povezanih dogodkov, ki so se predhodno zgodili. V 13. stoletju je led na Severnem Atlantiku začel potovati vse bolj na jug, prav tako tudi ledeniki iz Grenlandije. Tri leta močnega deževja, ki se je začelo 1315, so bila povod v obdobje nepredvidljivega vremena v Severni Evropi, ki je trajalo vse do začetka 19. stoletja. 
Širjenje ledu je zabeleženo tudi na globalni ravni (Andi, Ljudska republika Kitajska, Nova Zelandija) v sredini 17. stoletja (Brian Fagan, The Little Ice Age, 2000).
Iz teh razlogov se v izobraževalne namene koristi nekaj različnih letnic v razponu 400 let, s katerimi označujejo začetek male ledene dobe:
- 1250 začetek širitve ledu v Atlantiku
- 1300 čas, ko topla poletja postajajo redkost v Severni Evropi
- 1315 čas, ko se začneta deževno obdobje in velika lakota od 1315 do 1317
- 1550 obdobje, ko se teoretično začne globalno širjenje ledu
- 1650 obdobje, ko je zabeležen prvi klimatski minimum

Za razliko od precej nejasnega začetka se skoraj zagotovo vsi strinjajo, da se je mala ledena doba končala v sredini 19. stoletja.

## Severna polobla
Mala ledena doba je prinesla izrazito hladne zime v mnogih delih sveta, še posebej v Evropi in Severni Ameriki. 
V sredini 17. stoletja so se ledeniki v švicarskih Alpah čedalje bolj širili in goltali postopoma farme ter uničevali celotne vasi. Reka Temza, ter kanali na Nizozemskem so bili pogosto zamrznjeni celo zimo, tako da so se ljudje drsali in imeli sejme na ledu. Pozimi, leta 1780 je zmrznilo celo newyorško pristanišče, tako da so ljudje šli peš od Manhattna do Staten Islanda. Zaledenelo morje okoli Islanda se je razprostiralo še kilometre v vse smeri, kar je onemogočalo privez ladij. Arktična ledena  skorja se je tako razprostrla da obstaja šest zapisov o Eskimih, ki so s svojimi kajaki prišli na Škotsko.
Ostre zime so na razne načine vplivale na življenje ljudi. Prebivalstvo Islandije se je prepolovilo, koloniji Vikingov na Grenlandiji sta izginili.
V Severni Ameriki so se Indijanci združevali, da bi bili bolje pripravljeni na pomanjkanje hrane.
Dolga leta je sneženje bilo mnogo močnejše kot kadarkoli prej in sneg se je zadrževal na tleh mnogo več mesecev kot sedaj. Mnoge pomladi in poletja so bila mnogo hladnejša in bolj vlažna, čeprav obstajajo odstopanja iz leta v leto. Vzgoja sadnih dreves je bila zmanjšana vzdolž cele Europe, v bistvu je bila zmanjšana zaradi prilagajanja krajšemu obdobju vzgajanja, posledično je bilo veliko lakote in mrtvih. Velika lakota 1315-1317, čeprav je to lahko bilo pred samo MLD-a. Vinogradništvo je v nekaterih severnih regijah popolnoma izginilo. Silne nevihte so povzročile masivne poplave in izgube življenj. Vse to je rezultat izgube dela danske, nizozemske in nemške obale .
Širitev planinskih ledenikov je prvič na mapi označeno v 19. stoletju. Na severni in na južni polobli se je snežna meja spustila za 100m nižje, kot pa je bilo zabeleženo leta 1975. V Nacionalnem parku Glacier (en) v Montani, ZDA, zadnje napredovanje ledu je zabeleženo konec 18. in v začetku 19. stoletja V zalivu Chesapeake Bay, v Marylandu, ZDA, velike temperaturne oscilacije u MLD-u i Srednjeveškim klimatskom optimumu, najverjetneje so povezane z močnim vplivom Severnega g Atlantika in termohalinske cirkulacije .
V Etiopiji in Mauritaniji, je bil zabeležen sneg, na višinah na katerih ga danes ni. Timbuktu, je mesto, ki se nahaja na trans-saharski karavanski poti. Reka Niger ga je poplavila najmanj 13 krat. Podobne poplave niso bile zabeležene nikoli poprej, niti kasneje.
Na Kitajskemso pomaranče prenehali vzgajati v provinci Jiangxi, kjer so jih drugače vzgajali že stoletja.
Evropski priseljenci so govorili o izjemno ostrih zimah v Severni Ameriki. Npr. leta 1607- 08 se je zadržal led na jezeru Superior vse do meseca junija. Mala ledena doba je ovekovečila tudi umetnost; npr. vsakemu vaškemu pejsažu slikarja Pieter Brueghela Mlajšega (1564-1638), dominira sneg.
Še ena slavna osebnost, ki je živela v času MLD je Antonio Stradivari, znan po izdelavi violin. Hladnejša klima je bila vzrok gostejšega lesa, ki ga je on uporabljal za izdelavo violin, kar pa je do neke mere pripomoglo izdelavi njegovih virtuoznih violin. No, veliko kritikov pravi, da so tudi ostali mojstri uporabljali enak les, vendar niso mogli ujeti Stradivarjevega perfekcizma.

### Opisi zime evropskih slikarjev
Burroughs (Weather, 1981) analizira prikaz zime na slikah med 1565 do 1665, kar je bilo povezano s klimatskimi spremembami, ki so se začele 1550 leta. Pred tem zima skoraj ni bila predmet slikarstva. Zdi se, da so poznane zimske slike Pietra Breughla starejšega (npr. Lovci v snegu) naslikane 1565. Nizozemske slike na temo zime so se začele pojavljati od Avercampa na koncu zime 1608, potem med letoma 1627 in 1640 sledi obdobje blagega vremena. Med 1640 in 1660 je nastala večina nizozemskih zimskih slik, kar sovpada z obdobjem hladnih zim v tem času. Po 1660 so zimski motivi redkejši.

## Južna polobla
Vzorec ledenega sloja vzhodnega bazena Bransfield, na Antarktičnem polotoku jasno opredeljuje dogajanja v Mali ledeni dobi in srednjeveškem toplem obdobju.. S tem se potrjuje teza o globalni naravi MLD-ja.
Ledeni sloj iz ledenika Fremont v Severni Ameriki in iz ledene kape Quelccaya (Peruanski Andi, Južna Amerika) kažejo na podobne spremembe v času MLD-a.